# 久保和功
久保 和功（くぼ かずのり、1982年1月27日 - ）は、主に関西にて活動する、中央競馬の競走馬及びデータ収集及び研究を行う競馬評論家である。

## 活動
- 主な活動は、ブログや執筆活動を通じてファンへの研究成果の紹介などを精力的に行っている。
- 研究成果の一つとして、独自のスピード指数理論『ハイブリッド指数』を公開している。
- 2009年9月にはスポーツ新聞『サンスポ』の競馬面に連載を開始、また1面にその成果及びコメントが掲載される。

## 略歴
京都大学工学部卒業、同大学院中退。
馬体診断の研究を行う中で、〔走破時計と能力の関係〕を分析した独自の理論『ハイブリッド指数』を考案、研究し、その研究成果を自身のブログで紹介している。
執筆活動も行い、2007年5月、には『”京大式”パドック入門（競馬王新書）』を出版する

## 活動成果
- 2005年10月：ブログ訪問者数が100万アクセス突破(開設後約8ヶ月)
- 2006年9月：人気ブログランキング・競馬部門で1位
- 2007年5月：単行本「《京大式》パドック入門」（出版元／白夜書房）を発刊
- 2007年11月：競馬＠NIFTYにて「栗東ﾄﾚｾﾝ発!追い切り情報」コラムを開始。ブログ訪問者数が1,000万アクセス突破(開設後約2年9ヶ月)
- 2008年11月： ライブドアの「有名人ブログランキング」で1位にランクイン
- 2009年9月 サンスポに連載開始（9月12日付のサンスポ紙面には、競馬面1面にてメイン記事として取り扱われる）。

その他、マスコミ媒体での掲載も多く、競馬王、競馬道Online、等のメディアへの執筆を通して幅広い層にも解りやすい情報発信を行っている。

## 著書
- 研究に基づいた成果は次の著書やブログにて確認することができる。
  - ”京大式”パドック入門（競馬王新書）2007年5月　ISBN 4861912717
  - 京大式 推定3ハロン～「4角先頭馬」と「上がり最速馬」が見抜ければ競馬は勝てる!!～（競馬王新書）2011/9/10　ISBN 486191809X
  - 京大式 推定3ハロンEX ~「テン」と「上がり」だけで儲かるコース・条件が完全にわかった! ~ (競馬王新書EX001) 2013/10/11　ISBN-10: 486535008X
  - 京大式推定3ハロン 実践攻略データブック (競馬王馬券攻略本シリーズ) 2015/9/4　ISBN-10: 4865352414
  - 京大式超オイシイ! 馬券の選び方 (競馬ベスト新書) 2012/9/8　ISBN-10: 4584104158
  - 京大式 馬券選択のルールブック (競馬ベスト新書) 2014/9/11　ISBN-10: 4584104263
  - 京大の馬券力! (競馬ベスト新書) 2015/11/21　ISBN-10: 458410431X
  - 京大式最強の馬券セミナー (競馬ベスト新書) 2016/9/10　ISBN-10: 4584104360
  - 「枠順」と「位置取り」で勝ち馬を見抜く! (競馬王馬券攻略本シリーズ) 2018/8/10　ISBN-10: 486535705X